# 547599 Virághalmy
547599 Virághalmy è un asteroide della fascia principale. Scoperto nel 2010, presenta un'orbita caratterizzata da un semiasse maggiore pari a 2,7524866 au e da un'eccentricità di 0,1826744, inclinata di 7,72300° rispetto all'eclittica.
L'asteroide è dedicato al fisico ungherese Géza Virághalmy.